# FSO Syrena
Syrena is een Pools automerk dat tussen 1957 en 1984 werd geproduceerd. Het model werd voor het eerst tentoongesteld op de Poznań International Fair in 1955. De productie van de wagen was tot 1972 in handen van FSO in Warschau en van 1971 tot 1984 in handen van FSM in Bielsko-Biała. 177.234 exemplaren werden gemaakt door FSO en 344.077 door FSM.

## Geschiedenis
Naast de productie van de vijfpersoons middenklasser FSO Warszawa begon men bij FSO ook met de ontwikkeling van een kleinere auto. Tussen de jaren 1952 en 1954 werkte de ingenieur Karol Pionnier aan een auto van 4 meter, die zou worden aangedreven door een tweecilindermotor S 15 van BKPMot in Bielsko-Biała. Gebruik werd gemaakt van diverse Warszawa-onderdelen, zoals de achterste bladveer die nu als voorste dwarsgeplaatste bladveer diende. In 1955 werden in Poznań de prototypen Syrena 100 en 107 voorgesteld. In serieproductie ging ten slotte in 1957 de Syrena 101, waarbij de beoogde jaarproductie bij 100.000 eenheden lag. Het begon bescheidener: in 1957 ontstonden tweehonderd en in 1958 driehonderd stuks. Uit deze tijd stamden ook de prototypen Syrena Mikrobus en Syrena Sportcoupé. De laatste, voorgesteld op de Autosalon in Brussel, baarde veel opzien. Tot een productie kwam het echter niet.
Parallel aan de licht gewijzigde Syrena 102 met tweecilindermotor werd vanaf 1962/1963 ook de Syrena 102 S met een 991 cc Wartburg driecilindermotor uitgerust. Daarmee waren 34 kW bij 4300 tpm mogelijk. Wederom uit Bielsko-Biała stamde de eerste eigen Syrena-driecilindermotor (744 cc, 20 kW bij 3800 tpm), waarmee de Syrena 103 uitgerust werd. De tot 842 cc vergrote motor leverde later 29 kW bij 4300 tpm. Over deze motorisering beschikte de vanaf 1966 geproduceerde Syrena 104. Die beschikte verder voor het eerst over een vierversnellingsbak.

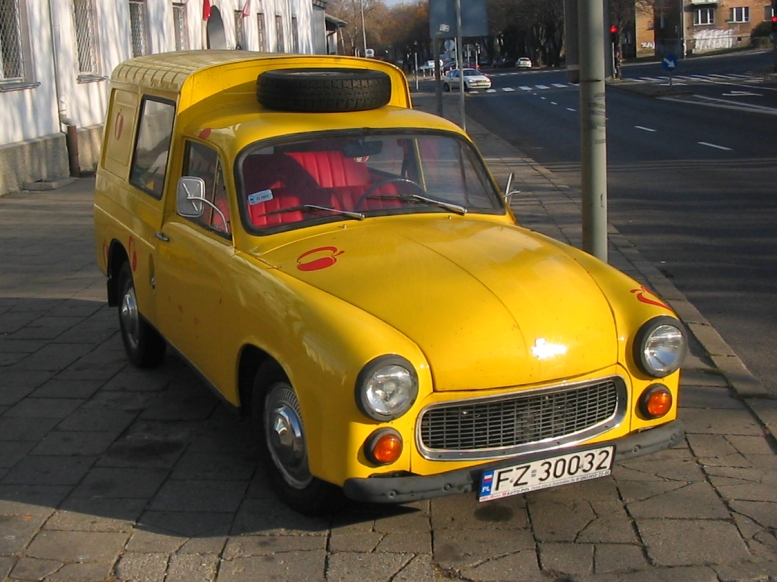
Syrena 105 B 'Bosto'

Het laatste model was de Syrena 105 die vanaf 1971 van de band liep. Vanaf dat moment werd de productie naar FSM in Bielsko-Biała verplaatst. Naast de sedan-uitvoering was er in de jaren zestig ook de R 20 genaamde Pick-up, die vooral voor landelijke gebieden bedacht was. Sinds 1976 werd de Syrena Bosto (Syrena 105 B, een bestelwagen met achterste zijruiten) gebouwd, waar veel vraag naar was.

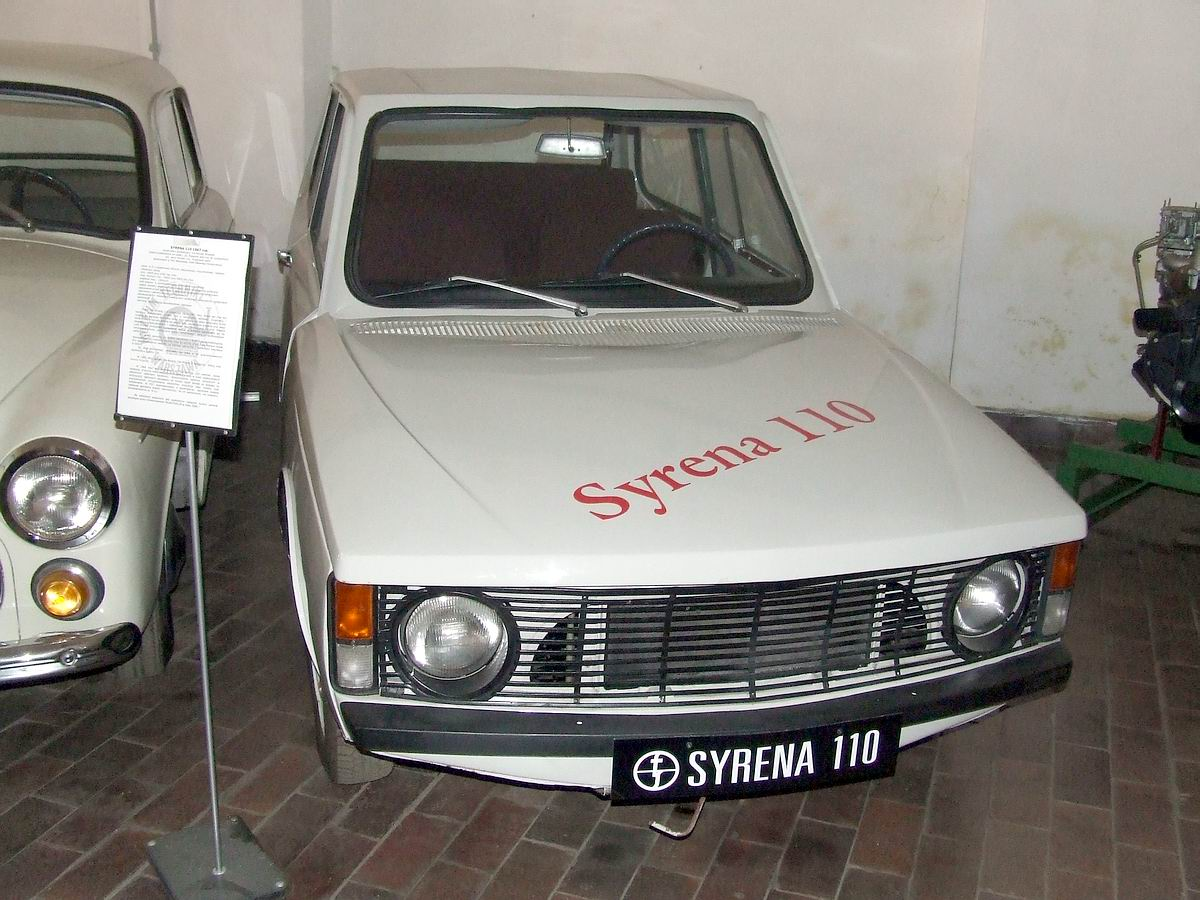
Prototype Syrena 110

De eerste proefmodellen voor een opvolger voor de ronde Syrena-sedans stammen uit 1963. Tot 1965 werden in totaal vijftien prototypen van de driedeurs Syrena 110 gemaakt, aangedreven door een viercilinder viertaktmotor. Tot een serieproductie kwam het nooit, in plaats daarvan hield men tot het einde vast aan het tweetaktprincipe en de verouderde vormgeving.
Tot 1984 bleef de Syrena in het FSM-programma, jaarlijks ontstonden enkele tienduizenden eenheden. De Syrena's waren vooral voor de binnenlandse markt bedoeld en ook nadat al lang nieuwere automodellen van de banden van FSO en FSM liepen, vond de robuuste auto zijn kopers.